# ألين بوتا
ألين بوتا (بالرومانية: Alin Bota)‏ هو لاعب كرة قدم روماني في مركز حراسة المرمى، ولد في 29 مايو 1983 في بايا ماري في رومانيا. لعب مع سي إف آر كلوج.

## وصلات خارجية
- ألين بوتا على موقع قاعدة بيانات كرة القدم.إي يو (الإنجليزية)
- ألين بوتا على موقع Soccerway.com (الإنجليزية)